# Douglas da Silva
Douglas da Silva (n. el 7 de marzo de 1984 en Florianópolis, Brasil) es un futbolista brasileño que juega como defensor central para el Vasco da Gama.

## Trayectoria
Empezó en 2001 en las divisiones de base del Avaí FC y sube al elenco profesional del mismo club en 2003, pasó el mismo año al Atlético Paranaense. Desde 2004 jugó fútbol actuando por el Hapoel Kfar Saba israelí hasta el 2008, donde pasó al Hapoel Tel Aviv. En ese club ganó 2 trofeos nacionales, en su última temporada por el equipo Israelí, Douglas fue homenajeado por el club por sus destacadas actuaciones y fue considerado el mejor jugador del país. El 19 de noviembre de 2010 es anunciado como refuerzo del Red Bull Salzburg de la Bundesliga austríaca por cinco años a partir de la temporada 2011. El club austríaco ya conocía su fútbol pues se enfrentaron el 18 de agosto de 2010 ante el anterior club de Douglas, el Hapoel Tel Aviv por la fase clasificatoria de la Champions League, la cual gana el equipo israelí por 2-3 de visita. El 5 de enero de 2011, Douglas da Silva fue chantajeado por un excompañero de equipo. El caso exigió atención de la policía israelí. Debido a eso, su transferencia para el Red Bull Salzburg fue aplazada hasta 11 de enero de 2011. En el comienzo enero de 2013 es enviado a préstamo al Figueirense, al final de temporada no continuó en el Figueirense, después de que la directiva del Red Bull Salzburg quiso que el club brasileño pagase la mayor parte de su salario, él jugador volvió al club austríaco para resolver su futuro. El día 19 de febrero de 2014, a petición del técnico Adílson Batista, con quien trabajó en el Figueirense, fue contratado a préstamo por el Vasco da Gama Vasco da Gama. Después de ser titular en la campaña de la Serie B del equipo, rescindió su contrato con el Red Bull Salzburg y renovó con el Gigante de la Colina por 2 temporadas más.

## Clubes
| Club                     | País    | Año             |
| ------------------------ | ------- | --------------- |
| Avaí FC                  | Brasil  | 2003            |
| Atlético Paranaense      | Brasil  | 2003 - 2004     |
| Hapoel Kfar Saba         | Israel  | 2004 - 2008     |
| Hapoel Tel Aviv          | Israel  | 2008 - 2011     |
| Red Bull Salzburg        | Austria | 2011 - 2014     |
| Figueirense (préstamo)   | Brasil  | 2013            |
| Vasco da Gama (préstamo) | Brasil  | 2014            |
| Vasco da Gama            | Brasil  | 2015 - Presente |

## Palmarés

### Campeonatos nacionales
| Título                      | Club              | País    | Año       |
| --------------------------- | ----------------- | ------- | --------- |
| Campeonato Nacional de Liga | Hapoel Tel Aviv   | Israel  | 2009 - 10 |
| Copa de Israel              | Hapoel Tel Aviv   | Israel  | 2010      |
| Bundesliga (Austria)        | Red Bull Salzburg | Austria | 2011 - 12 |
| Copa de Austria             | Red Bull Salzburg | Austria | 2012      |

- Datos: Q701265
- Multimedia: Douglas da Silva / Q701265